# Bateria d'artilleria
Una bateria d'artilleria és una unitat militar tàctica de l'arma d'artilleria, equivalent quant a mida a la companyia de l'arma d'infanteria. Està formada per uns 100 artillers i de 4 a 6 peces d'artilleria. A nivell operatiu, les bateries actuen formant part d'un grup artiller.